# Claude Giroux
Claude Giroux (* 12. ledna 1988, Hearst, Ontario, Kanada) je kanadský hokejový útočník hrající v týmu Ottawa Senators v severoamerické lize National Hockey League.

## Kariéra
Byl draftován v roce 2006 v 1. kole jako 22. celkově týmem Philadelphia Flyers. V sezóně 2011/2012 byl na čas na vrcholu bodování, na konci sezóny skončil 3. (1. Malkin; 2. Stamkos). Je vyobrazen na obálce hry NHL 13. 15. ledna 2013 se stal kapitánem Philadelphia Flyers. Na MS 2013 byl jeden z hlavních tahounů kanadské reprezentace. Dne 27.2.2016 po odehrání 554. utkání dosáhl hranice 500 kanadských bodů za 161 gólů a 339 asistencí.
20. března 2022 po 15 letech působení ve Philadelphii Flyers, odešel do týmu Florida Panthers.

## Úspěchy

### Individuální úspěchy
- CHL All-Rookie Team – 2006
- QMJHL All-Star Team – 2006
- CHL 1. All-Star Team – 2008
- QMJHL 1. All-Star Team – 2008
- Guy Lafleur Trophy – 2008
- NHL All-Star Game – 2011

### Kolektivní úspěchy
- Mistr QMJHL – 2007-08
- Zlatá medaile na MSJ – 2008

## Prvenství
- Debut v NHL – 19. února 2008 (Ottawa Senators proti Philadelphia Flyers)
- První asistence v NHL – 30. prosince 2008 (Vancouver Canucks proti Philadelphia Flyers)
- První gól v NHL – 27. ledna 2008 (Florida Panthers proti Philadelphia Flyers, brankáři Tomáši Vokounovi)
- První hattrick v NHL – 13. dubna 2012 (Pittsburgh Penguins proti Philadelphia Flyers)

## Klubové statistiky
| Sezóna      | Klub                  | Soutěž      |      | Základní část | Základní část | Základní část | Základní část | Základní část |    | Play off | Play off | Play off | Play off | Play off |
| Sezóna      | Klub                  | Soutěž      | Z    | G             | A             | B             | TM            | Z             | G  | A        | B        | TM       |          |          |
| 2003/04     | Cumberland Barons     | ODMHA       | 39   | 31            | 28            | 59            | 28            | —             | —  | —        | —        | —        |          |          |
| 2004/05     | Cumberland Grads      | CJHL        | 48   | 13            | 27            | 40            | 28            | —             | —  | —        | —        | —        |          |          |
| 2005/06     | Gatineau Olympiques   | QMJHL       | 69   | 39            | 64            | 103           | 64            | 17            | 5  | 15       | 20       | 24       |          |          |
| 2006/07     | Gatineau Olympiques   | QMJHL       | 63   | 48            | 64            | 112           | 49            | 5             | 2  | 5        | 7        | 2        |          |          |
| 2006/07     | Philadelphia Phantoms | AHL         | 5    | 1             | 1             | 2             | 6             | —             | —  | —        | —        | —        |          |          |
| 2007/08     | Gatineau Olympiques   | QMJHL       | 55   | 38            | 68            | 106           | 37            | 19            | 17 | 34       | 51       | 6        |          |          |
| 2007/08     | Gatineau Olympiques   | M-Cup       | —    | —             | —             | —             | —             | 3             | 1  | 1        | 2        | 2        |          |          |
| 2007/08     | Philadelphia Flyers   | NHL         | 2    | 0             | 0             | 0             | 0             | —             | —  | —        | —        | —        |          |          |
| 2008/09     | Philadelphia Phantoms | AHL         | 33   | 17            | 17            | 34            | 22            | —             | —  | —        | —        | —        |          |          |
| 2008/09     | Philadelphia Flyers   | NHL         | 42   | 9             | 18            | 27            | 14            | 6             | 2  | 3        | 5        | 6        |          |          |
| 2009/10     | Philadelphia Flyers   | NHL         | 82   | 16            | 31            | 47            | 23            | 23            | 10 | 11       | 21       | 4        |          |          |
| 2010/11     | Philadelphia Flyers   | NHL         | 82   | 25            | 51            | 76            | 47            | 11            | 1  | 11       | 12       | 8        |          |          |
| 2011/12     | Philadelphia Flyers   | NHL         | 77   | 28            | 65            | 93            | 29            | 10            | 8  | 9        | 17       | 13       |          |          |
| 2012/13     | Eisbären Berlín       | DEL         | 9    | 4             | 15            | 19            | 6             | —             | —  | —        | —        | —        |          |          |
| 2012/13     | Philadelphia Flyers   | NHL         | 48   | 13            | 35            | 48            | 22            | —             | —  | —        | —        | —        |          |          |
| 2013/14     | Philadelphia Flyers   | NHL         | 82   | 28            | 58            | 86            | 46            | 7             | 2  | 4        | 6        | 2        |          |          |
| 2014/15     | Philadelphia Flyers   | NHL         | 81   | 25            | 48            | 73            | 36            | —             | —  | —        | —        | —        |          |          |
| 2015/16     | Philadelphia Flyers   | NHL         | 78   | 22            | 45            | 67            | 53            | 6             | 0  | 1        | 1        | 2        |          |          |
| 2016/17     | Philadelphia Flyers   | NHL         | 82   | 14            | 44            | 58            | 38            | —             | —  | —        | —        | —        |          |          |
| 2017/18     | Philadelphia Flyers   | NHL         | 82   | 34            | 68            | 102           | 20            | 6             | 1  | 2        | 3        | 2        |          |          |
| 2018/19     | Philadelphia Flyers   | NHL         | 82   | 22            | 63            | 85            | 24            | —             | —  | —        | —        | —        |          |          |
| 2019/20     | Philadelphia Flyers   | NHL         | 69   | 21            | 32            | 53            | 28            | 15            | 1  | 7        | 8        | 2        |          |          |
| 2020/21     | Philadelphia Flyers   | NHL         | 54   | 16            | 27            | 45            | 12            | —             | —  | —        | —        | —        |          |          |
| 2021/22     | Philadelphia Flyers   | NHL         | 57   | 18            | 24            | 42            | 20            | —             | —  | —        | —        | —        |          |          |
| 2021/22     | Florida Panthers      | NHL         | 18   | 3             | 20            | 23            | 6             | 10            | 3  | 5        | 8        | 2        |          |          |
| 2022/23     | Ottawa Senators       | NHL         | 82   | 35            | 44            | 79            | 34            | —             | —  | —        | —        | —        |          |          |
| 2023/24     | Ottawa Senators       | NHL         | 82   | 21            | 43            | 64            | 26            | —             | —  | —        | —        | —        |          |          |
| 2024/25     | Ottawa Senators       | NHL         | 81   | 15            | 35            | 50            | 18            | 6             | 1  | 4        | 5        | 0        |          |          |
| NHL celkově | NHL celkově           | NHL celkově | 1263 | 365           | 751           | 1116          | 496           | 101           | 29 | 57       | 86       | 39       |          |          |

## Reprezentace
| Rok                       | Tým                       | Soutěž                    | Z  | G | A  | B  | TM |
| ------------------------- | ------------------------- | ------------------------- | -- | - | -- | -- | -- |
| 2008                      | Kanada                    | MSJ                       | 7  | 2 | 4  | 6  | 8  |
| 2013                      | Kanada                    | MS                        | 8  | 3 | 5  | 8  | 12 |
| 2015                      | Kanada                    | MS                        | 10 | 5 | 8  | 13 | 0  |
| 2016                      | Kanada                    | SP                        | 1  | 0 | 0  | 0  | 0  |
| 2017                      | Kanada                    | MS                        | 10 | 2 | 4  | 6  | 4  |
| Juniorská kariéra celkově | Juniorská kariéra celkově | Juniorská kariéra celkově | 7  | 2 | 4  | 6  | 8  |
| Seniorská kariéra celkově | Seniorská kariéra celkově | Seniorská kariéra celkově | 29 | 8 | 16 | 24 | 20 |